# Florian Odendahl

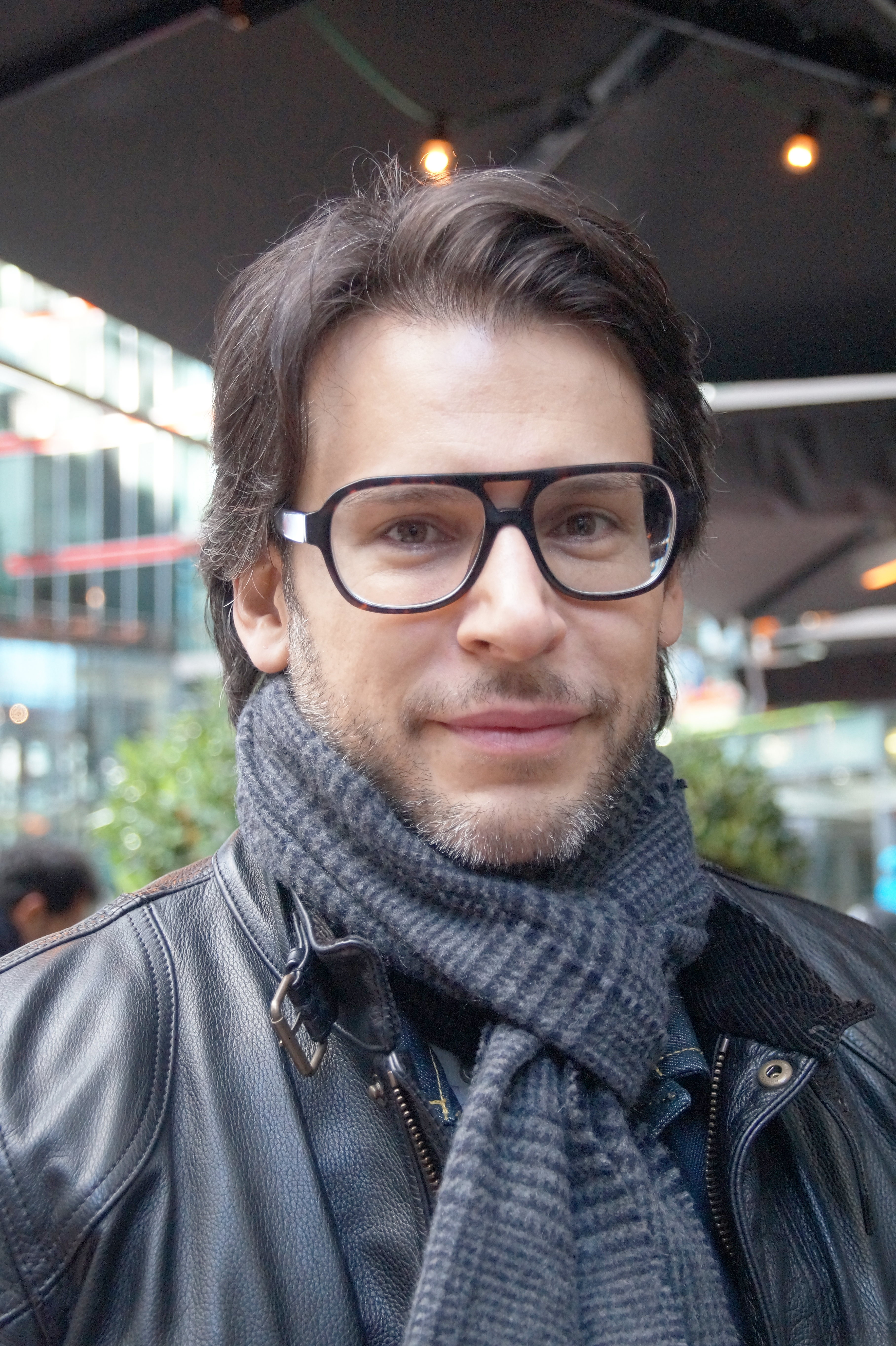
Florian Odendahl (2016)

Florian Michael Odendahl (* 14. Mai 1974 in München) ist ein deutscher Theater- und Filmschauspieler.

## Leben
Von 1999 bis 2002 absolvierte Florian Odendahl seine Schauspielausbildung bei Schauspiel München. Seine erste Theaterrolle war die des ungestümen d’Artagnan in d’Artagnan und die drei Musketiere am Fränkischen Theater Schloss Maßbach. Dort spielte er auch die Rolle des Osvald Alving in Henrik Ibsens Familiendrama Gespenster. Die Inszenierung wurde von Kameramann Michael Ballhaus, Onkel der Intendantin Anne Maar, und Regisseur Frank Alva Buecheler unter dem Titel Sonntagsluft (2005) gefilmt.
Regisseur Franz Xaver Bogner besetzte 2003 Florian Odendahl für seine Serie München 7 in einer kleinen Rolle (Folge 1 – Zu spät), einen renitenten JVA-Häftling. Vier Jahre später holte ihn Bogner für eine Folge der BR-Serie Der Kaiser von Schexing. vor die Kamera. In diesen Serien, wie auch in Der Bulle von Tölz, sprach der gebürtige Münchener Odendahl bairischen Dialekt.
Odendahl spielte unter dem Regisseur René Heinersdorff an den Boulevardtheatern Theater an der Kö (Düsseldorf) und Theater am Dom (Köln) in der Komödie Halbe Wahrheiten des englischen Autors Alan Ayckbourn als Greg.
Von 2008 bis 2019 spielte Florian Odendahl den Rechtsmediziner Dr. Maximilian Weissenböck in der ZDF-Krimiserie SOKO 5113. 2015 dreht er an der Seite von Susan Sideropoulos und Laura Osswald die Vorabendserie Mila für Sat.1.
2010 gründete Florian Odendahl die Band LederhosenCowboy & the Isar-Mafia. Das Quartett, das ausschließlich aus Münchner Musikern besteht, spielt eine Mischung aus Rock ’n’ Roll, Rockabilly-, Country- und Folkmusik, gepaart mit bairischen Texten, die alle von Florian Odendahl stammen. Seit 2012 nennt sich die Band Isar-Mafia. 2017 hatte die Band einen Gastauftritt in der SOKO-München Episode Tremolo und am 5. Januar 2020 in der Silvesterfolge Zum letzten Mal der ARD-Serie Lindenstraße.

## Filmografie
- 2004: Schmock
- 2005: Rosenstiehl (Kurzfilm)
- 2004: Sonntagsluft (Gespenster)
- 2004–2015: München 7 (Fernsehserie, 3 Episoden)
- 2004: Schulmädchen (Fernsehserie, Episode Chromosom XY)
- 2005: Fünf-Sterne-Kerle inklusive
- 2006: Der Bulle von Tölz: Kochkünste
- 2006: Der Bulle von Tölz: Keiner kennt den Toten
- 2006: Sturm der Liebe (Fernsehserie, 3 Episoden)
- 2006: Lotta in Love (Fernsehserie)
- 2006: SOKO München (Fernsehserie, Episode Das Schwert des Samurai)
- 2006–2014: Um Himmels Willen (Fernsehserie, 3 Episoden)
- 2008–2020: SOKO München (Fernsehserie, 266 Episoden als Rechtsmediziner Dr. Weissenböck)
- 2008: Der Kaiser von Schexing (Fernsehserie, Episode Ja, ich will)
- 2008–2023: Die Rosenheim-Cops (Fernsehserie, 4 Episoden)
- 2008: SOKO Köln (Fernsehserie, Episode Laufsteg in den Tod)
- 2008: Kreuzfahrt ins Glück (Fernsehserie, Episode Hochzeitsreise nach Florida)
- 2009: Die Unbedingten
- 2010: Stamp/Stempel – Kurzfilm
- 2012: Der Bergdoktor (Fernsehserie, Episode Dunkle Wolken)
- 2011: Weißblaue Geschichten (Fernsehserie, Episode Rendezvous wider Willen)
- 2013: Die Chefin (Fernsehserie, Episode Wahrheiten)
- 2012: Der Lehrer (Fernsehserie, 8 Episoden)
- 2014: Heiter bis tödlich: Hubert und Staller (Fernsehserie, Episode Der kleine Unterschied)
- 2014: Die Bergretter (Fernsehserie, Episode Wettersturz)
- 2015: Mila (Fernsehserie, 11 Episoden)
- 2016: SOKO Donau (Fernsehserie, Episode Ausgeklinkt)
- 2017: Wenn Frauen ausziehen (ZDF-Film)
- 2018: Rosamunde Pilcher (ZDF-Reihe, Episode Geerbtes Glück)
- 2013–2018: Der Lehrer (Fernsehserie, 6 Episoden)
- 2020: Der Beischläfer (Amazon Original Serie, 7 Episoden)
- 2020: Alarm für Cobra 11 (Fernsehserie, Episode Stiller Schmerz)
- 2020: WaPo Bodensee (Fernsehserie, Episode Gefährliche Liebe)
- 2020: Die Bergretter (Fernsehserie, Episode Was wirklich zählt)
- 2022: Inga Lindström: Jemand liebt dich (Fernsehreihe)
- 2022: Der Alte: (Fernsehserie, Episode Die letzte Chance)
- 2022: Mein Vater, der Esel und ich (Fernsehfilm)
- 2023: Turmschatten (Fernsehserie)
- 2024: SOKO Köln (Fernsehserie, Episode Familie 2.0)

## Diskografie
Alben
- 2015: Bavaricana (mit Isar-Mafia)

Singles
- 2012: Mir san blau (Isar-Mafia)
- 2019: I bin a Sandler (Isar-Mafia)

## Hörspiel
- 2013: Bis Weihnachten ein Zuhause, (Autor und Regie: Stefan Kirste), ISBN 978-3-00-040362-0.
- 2022: Schund und Schmutz, (Autoren: Katharina Lang, Albert Bozesan, Robert Sladeczek), Bumm Film GmbH, Audible Studios.

## Hörbuch
- 2015: Essen erlaubt!. (Autor: Patrick Heizmann) Heyne Verlag, München 2015. ISBN 978-3-453-60376-9.
- 2023: Chiemsee Blues – Hattinger und die kalte Hand (Autor: Thomas Bogenberger) Fine Voices, Köln 2023. EAN 4066004501697
- 2023: Hattinger und der Nebel (Autor: Thomas Bogenberger) Fine Voices, Köln 2023. EAN 4066004501703
- 2023: Hattinger und die Schatten (Autor: Thomas Bogenberger) Fine Voices, Köln 2023. EAN 4066004501710
- 2023: Hattinger und der verschollene Bruder (Autor: Thomas Bogenberger) Fine Voices, Köln 2023. EAN 4066004501727

## Theater (Engagements)
- Theater an der Kö, Düsseldorf
- Theater am Dom, Köln.
- Kleine Komödie am Max II., München
- Fränkisches Theater Schloss Maßbach
- Tiroler Volksschauspiele, Telfs
- Theater im Rathaus, Essen
- Komödie im Bayerischen Hof, München
- Contra-Kreis-Theater, Bonn
- Komödie Winterhuder Fährhaus, Hamburg